# Ligne de Combs-la-Ville à Saint-Louis (LGV)
Cet article court présente un sujet plus développé dans : LGV Sud-Est, LGV Rhône-Alpes et LGV Méditerranée.
La ligne de Combs-la-Ville à Saint-Louis (LGV) est une ligne à grande vitesse française, longue de 711 kilomètres, reliant Combs-la-Ville, où elle se débranche de la ligne de Paris-Lyon à Marseille-Saint-Charles à vingt-neuf kilomètres de Paris-Gare-de-Lyon, à Saint-Louis-les Aygalades, gare située à sept kilomètres au nord de Marseille-Saint-Charles, où elle se joint à la ligne classique. Elle fut ouverte par étapes de 1981 à 2001.
Elle constitue la ligne no 752 000 du réseau ferré national, composée de trois tronçons successifs à partir de Paris :
- la LGV Sud-Est de Combs-la-Ville à la bifurcation de Montanay (voir le schéma de la LGV Sud-Est), mise en service entre 1981 et 1983 ;
- la LGV Rhône-Alpes de la bifurcation de Montanay à la bifurcation de Saint-Marcel-lès-Valence (voir le schéma de la LGV Rhône-Alpes), mise en service entre 1992 et 1994 ;
- la LGV Méditerranée de la bifurcation de Saint-Marcel-lès-Valence à Saint-Louis-les Aygalades (voir le schéma de la LGV Méditerranée), mise en service le 10 juin 2001.

Le court tronçon de Combs-la-Ville à la bifurcation de Moisenay (17 km) est devenu une simple section de délestage à partir de 1996. Depuis, la plupart des rames empruntent la ligne de Villeneuve-Saint-Georges à la bifurcation de Moisenay, branche ouest de la LGV Interconnexion Est. Par ce dernier itinéraire, la distance de Paris-Gare-de-Lyon à Marseille-Saint-Charles s'élève à 753 km, contre 862 km par la ligne classique via Dijon, Lyon-Perrache, Valence et Avignon, et 750 km en empruntant la LGV Sud-Est depuis la bifurcation de Combs-la-Ville.